# Veľká Paka
Veľká Paka (allemand : Großpakeln) est un village de Slovaquie situé dans la région de Trnava.

## Histoire
Première mention écrite du village en 1205.

## Démographie

### Évolution de la population
| Année:               | 1994. | 2004.    | 2014.    | 2024.    |
| -------------------- | ----- | -------- | -------- | -------- |
| Nombre de personnes: | 644   | 745      | 927      | 1062     |
| Différence:          |       | +15,68 % | +24,42 % | +14,56 % |

| Année:               | 2023. | 2024.   |
| -------------------- | ----- | ------- |
| Nombre de personnes: | 1032  | 1062    |
| Différence:          |       | +2,90 % |